# تورونتو سيتي
تورونتو سيتي هو نادي كرة قدم كندي أٌسس عام 1961.